# 麥迪遜維爾 (密蘇里州)
麥迪遜維爾（英語：Madisonville）是位於美國密蘇里州羅爾斯縣的非建制地區。

## 歷史
麥迪遜維爾的郵局於1838年設立，其後於1906年停運。

## 地理
麥迪遜維爾所處的海拔為高於海平面209米（即686英呎），而該地所採用的時區為UTC-6，即北美中部時區（CST）。同時該地設有夏令時間，為UTC-6調快一小時，即UTC-5（CDT）。